# Emil Nolde

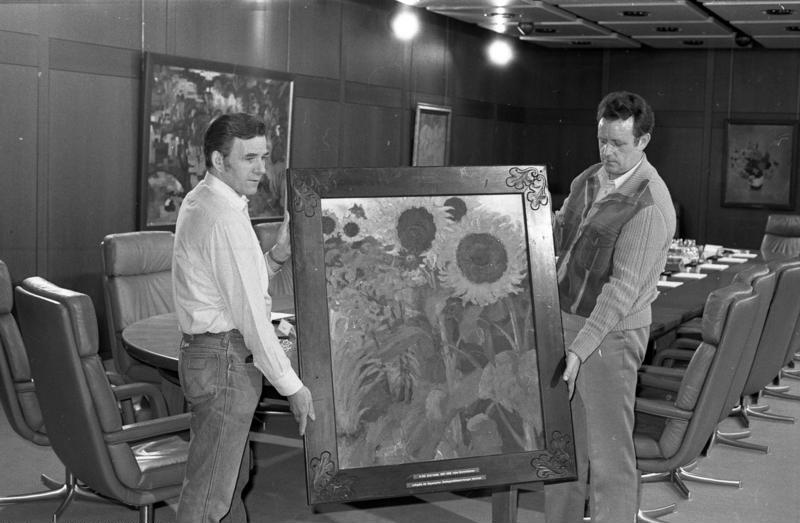
Noldes schilderij Hohe Sonnenblumen wordt ter beschikking gesteld aan bondskanselier Helmut Schmidt

Emil Nolde, geboren als Emil Hansen (Nolde, gemeente Burkal, 7 augustus 1867 - Seebüll (Neukirchen, Noord-Friesland), 15 april 1956) was een Duits kunstschilder die wordt gezien als een van de toonaangevende Duitse expressionisten uit het begin van de twintigste eeuw.

## Levensloop en werk
Emil Nolde werd geboren in 1867 als Emil Hansen in het, toen nog, Duitse dorpje Nolde in de huidige deelstaat Sleeswijk-Holstein.
Als kind hield hij er van om te schilderen en te tekenen maar hij was al 31 toen hij voor een carrière als kunstschilder koos.
Rond 1898 begon Nolde opleidingen te volgen bij de school van Adolph Hoelzel in Dachau en de Académie Julian in Parijs. Terug in Duitsland werkte Nolde, geïnspireerd door Franse schilders, aanvankelijk in impressionistische stijl. Dankzij zijn nieuwe manier van schilderen en zijn heftige kleurgebruik groeide hij echter al snel uit tot een avant-gardist die veel invloed had op de jongere generatie schilders. Hij experimenteerde met verschillende technieken (olieverf, aquarel, houtsnede) en bracht die tot nieuwe hoogten. Nolde sloot zich in 1906 aan bij de kunstenaarsbeweging Die Brücke. Hij maakte ook een groot aantal christelijk-religieus geïnspireerde werken.

## Politiek
Nolde wordt gezien als een van de grote pioniers van het expressionisme en hij behoort daarmee tot de belangrijkste Duitse kunstenaars van de vorige eeuw. Al langer is bekend dat Nolde op politiek terrein geen geheel onbeschreven blad was, maar juist een vroeg aanhanger van de NSDAP, van een 'Germaanse kunst' en een antisemiet die bijvoorbeeld joodse kunsthandelaars en schilders in diskrediet bracht. Desondanks speelde zijn werk Leben Christi in 1937 een centrale rol in de door de nazi's georganiseerde propagandatentoonstelling Entartete Kunst en vanaf die tijd werd hem het werken praktisch onmogelijk gemaakt (hij kreeg een schilder-, exposeer- en verkoopverbod opgelegd). Hij trok zich terug in Seebüll en werkte in het verborgene aan de serie Ungemalten Bilder, waterverfstudies voor schilderijen die hij nooit zou maken.

## Museum
In Seebüll, zijn voormalige woonplaats vlak bij de Deense grens, bevindt zich thans het te bezoeken Nolde-museum met tuin. De centraal gelegen weg in de tuin vormt een A en E, verwijzend naar Ada (Noldes vrouw) en Emil.